# Les Envoyés d'ailleurs
Les Envoyés d'ailleurs (Dispatches from Elsewhere) est une mini-série américaine en dix épisodes d'environ 46 minutes créée par Jason Segel et diffusée entre le 1er mars, et le 27 avril 2020 sur AMC et sur le service Prime Video dans les pays francophones.

## Synopsis
Une annonce publiée dans la rue entraînera plusieurs personnages aussi singuliers qu'attachants dans un jeu de piste surréaliste et envoûtant leur permettant ainsi de percer les secrets d'un mystère bien plus grand  que tout ce qu'ils auraient pu imaginer…

## Distribution

### Acteurs principaux
- Jason Segel (VF : Jérôme Rebbot) : Peter
- Andre Benjamin (VF : Sydney Kotto) : Fredwynne
- Eve Lindley (VF : Charlotte Campana) : Simone
- Richard E. Grant (VF : Gabriel Le Doze) : Octavio Coleman
- Sally Field (VF : Cathy Cerdà) : Janice Foster

### Acteurs récurrents
- Tara Lynne Barr (VF : Youna Noiret) : Janice, jeune[3]
- Cecilia Balagot (VF : Claire Baradat) : Clara
- Cherise Boothe (VF : Delphine Saley) : Lee

 Source et légende : version française (VF) sur RS Doublage

## Production

### Développement
Le 28 juillet 2018, il est annoncé qu'AMC a commandé une série, créée par Jason Segel, également réalisateur du pilote et producteur exécutif aux côtés de Scott Rudin, Eli Bush et Garrett Basch,,,. La série est basée sur le film documentaire The Institute (en).

### Casting
Parallèlement à l'annonce de la commande de la série en juillet 2018, il a été annoncé que Jason Segel serait la vedette de la série. En avril 2019, Richard E. Grant, Sally Field et Eve Lindley ont été ajoutés à la distribution. Andre Benjamin rejoint la distribution en juillet.

### Tournage
Le tournage de la série a commencé dans la région de Philadelphie en juillet 2019 et devrait également avoir lieu à Radnor Township, en Pennsylvanie,.

## Épisodes
1. Peter (Peter)
2. Simone (Simone)
3. Janice (Janice)
4. Fred Wynn (Fredwynn)
5. Clara (Clara)
6. Tous (Everyone)
7. La Grotte de Kelpius (Cave of Kelpies)
8. Lee (Lee)
9. La Créatrice (The Creator)
10. Le Garçon (The Boy)